# Francesca Zara
Francesca Zara (née le 8 décembre 1976 à Bassano del Grappa, dans la province de Vicence en Vénétie) est une joueuse italienne de basket-ball, évoluant au poste de meneuse.

## Palmarès

### Clubs
Compétitions internationales 
- Vainqueur de l'Euroligue 2007
- Vainqieur de l'EuroCoupe FIBA à Naples 2005
- Vainqueur de la Coupe Ronchetti 1992

 Compétitions nationales 
- Championne de Russie 2007
- Championne d'Italie 1996, 1997, 1998, 1999, 2002
- Coupe d'Italie 1997, 2000
- SuperCoupe d'Italie 1996, 1998, 1999, 2000, 2001

### Sélection national e
- Championnat d'Europe
  - Participation au Championnat d'Europe 1999 en Pologne
- Compétitions de jeunes 
  - Médaille d'or du Championnat d'Europe de basket-ball féminin des 18 ans et moins 1994
  - Médaille de bronze au Championnat d'Europe cadettes 1993
- autres
  - Médaille d'argent aux Jeux Méditerranéens 2001 en Tunisie

### distinction personnelle
- MVP du Final Four de l'EuroCoupe FIBA 2005
- Participation au All Star Game de l'Euroligue 2006